# Бульвар Новаторів
Бульвар Новаторів (рос. Бульвар Нова́торов) — бульвар у Кіровському районі Санкт-Петербурга. Проходить від Автомобільної вулиці до вулиці Танкіста Хрустицького. Протяжність вулиці становить 2390 м.

## Історія
Бульвар отримав назву 16 січня 1964 року, як зазначено в рішенні про найменування, «в честь новаторів в області виробництва, науки та мистецтва».
Спочатку бульвар пролягав від Трамвайного проспекту до вулиці Підводника Кузьміна. Приблизно у 1966 році бульвар був продовжений до вулиці III Інтернаціоналу (сучасний Дачний проспект), в 1970 році — до вулиці Танкіста Хрустицького. 20 липня 2010 року був продовжений від Трамвайного проспекту до Автомобільної вулиці.

## Географія
Починається бульвар невеликим проїздом поруч із залишками закритої станції метро «Дачне». Далі, більша частина бульвару як магістралі являє собою дві проїзні частини, які розділені широкою зеленою зоною. На перетині з вулицею Підводника Кузьміна вони об'єднуються в одну. Завершується бульвар Новаторів сквером (перетин із вулицею Танкіста Хрустицького).

## Посилання

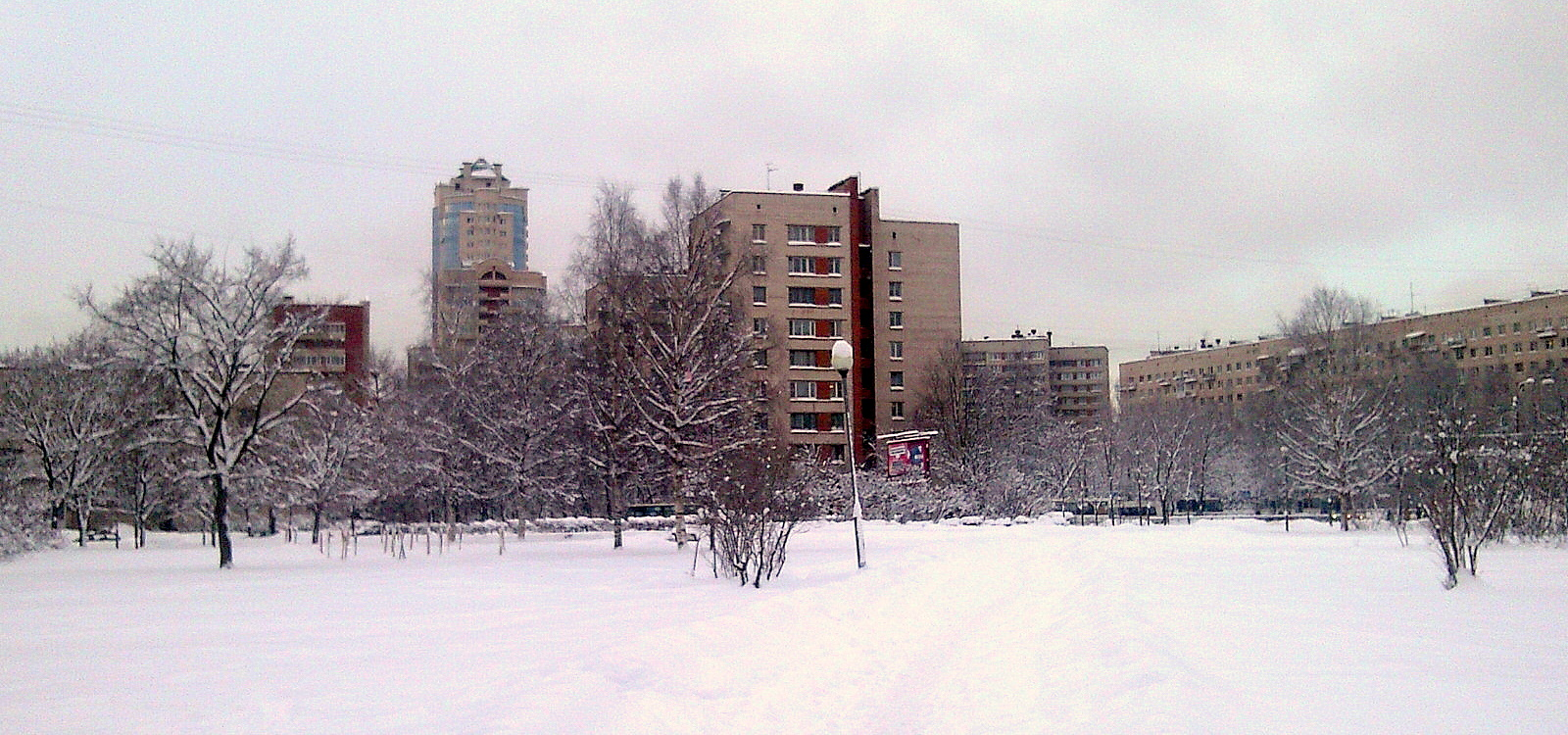
Сквер на перетині бульвару з проспектом Ветеранів та вулицею Танкіста Хрустицького

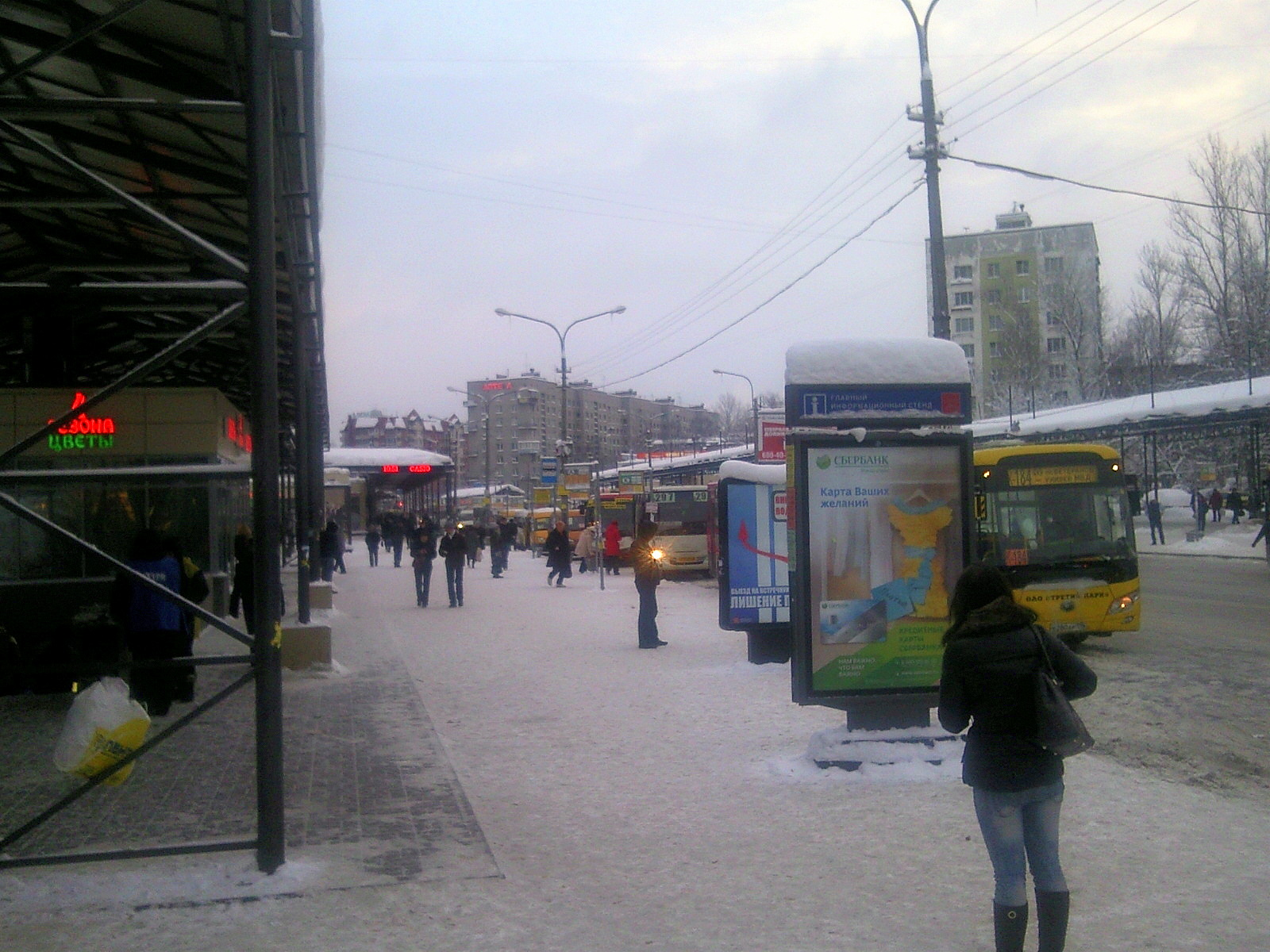
Зупинний комплекс біля станції метро «Проспект Ветеранів»

## Транспорт
На перетині з Дачним проспектом:
- Метро: «Проспект Ветеранів»
- Маршрутні таксі: № К49, К52, К68, К81, К84, К88, К89, К105, К165, К184, К197, К216, К295, К297, К329, К343, К445В, К486, К631, К639Б, К650А, К650В
- Автобуси: № 68, 81, 88, 89, 160, 195, 486, 632, 632А
- Ж/д платформи: «Дачне» (1040 м)

На перетині з Ленінським проспектом:
- Метро: «Ленінський проспект»
- Маршрутні таксі: № К29, К35, К43, К45, К49, К87, К114, К130, К142, К216, К234, К235, К217, К224 (103), К226, К227, К242, К246, К333, К338, К339, К344, К420, К639В
- Автобуси: № 18, 18А, 26, 73, 114, 130, 142, 639А
- Тролейбуси: № 29, 32, 35, 45
- Ж/д платформи: Ленінський проспект (1150 м)

## Перетини
Із північного сходу на південний захід (згідно нумерації будинків):
- Автомобільна вулиця
- Трамвайний проспект
- Ленінський проспект
- Щаслива вулиця
- вулиця Підводника Кузьміна
- Дачний проспект
- вулиця Танкіста Хрустицького